# Lancer du marteau féminin aux Jeux olympiques d'été de 2024
Pour des articles plus généraux, voir Athlétisme aux Jeux olympiques d'été de 2024 et Lancer du marteau aux Jeux olympiques.
Navigation
Tokyo 2020 Los Angeles 2028
L'épreuve du lancer du marteau féminin aux Jeux olympiques de 2024 se déroule les 4 et 6 août 2024 au Stade de France au nord de Paris, en France.

## Records
Avant cette compétition, les records dans cette discipline étaient les suivants :
| Record du monde  | Anita Włodarczyk (POL) | 82,98 m | Varsovie       | 28 août 2016 |
| Record olympique | Anita Włodarczyk (POL) | 82,29 m | Rio de Janeiro | 15 août 2016 |

## Programme
| Date            | Horaire | Manche         |
| --------------- | ------- | -------------- |
| Dimanche 4 août | 10 h 00 | Qualifications |
| Mardi 6 août    | 19 h 00 | Finale         |

## Résultats
Légende
- o : essai réussi
- x : essai manqué
- - : impasse

### Finale

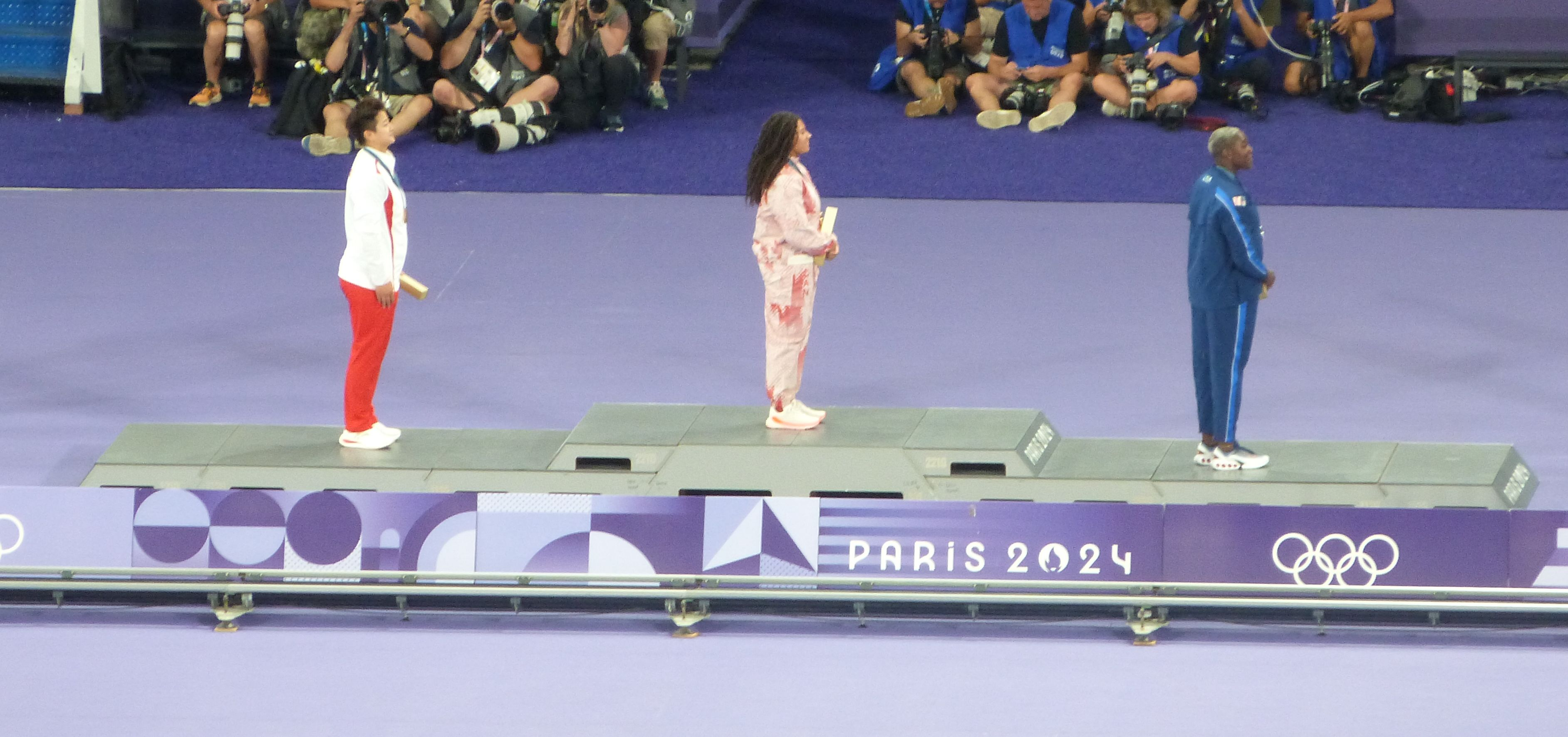
Podium du lancer de marteau féminin

A l'issue des 3 essais, les huit meilleures lanceuses bénéficient de 3 essais supplémentaires.
| Rang                                | Athlète                   | Pays        | Essais | Essais | Essais | Essais | Essais | Essais | Marque | Notes |
| Rang                                | Athlète                   | Pays        | 1      | 2      | 3      | 4      | 5      | 6      | Marque | Notes |
| ----------------------------------- | ------------------------- | ----------- | ------ | ------ | ------ | ------ | ------ | ------ | ------ | ----- |
| Médaille d'or, Jeux olympiques      | Camryn Rogers             | Canada      | 74,11  | x      | 74,47  | 75,44  | 76,97  | x      | 76,97  |       |
| Médaille d'argent, Jeux olympiques  | Annette Nneka Echikunwoke | États-Unis  | 73,11  | 71,45  | 75,48  | x      | 73,32  | 73,56  | 75,48  | SB    |
| Médaille de bronze, Jeux olympiques | Zhao Jie                  | Chine       | 72,90  | 74,27  | 73,95  | 72,79  | 73,88  | 71,88  | 74,27  |       |
| 4                                   | Anita Włodarczyk          | Pologne     | 73,17  | 72,18  | 73,13  | 73,61  | 74,23  | 69,77  | 74,23  | SB    |
| 5                                   | Silja Kosonen             | Finlande    | x      | 74,04  | 72,44  | x      | 73,12  | 72,10  | 74,04  | SB    |
| 6                                   | Krista Tervo              | Finlande    | x      | 73,83  | x      | 72,56  | 71,25  | x      | 73,83  |       |
| 7                                   | Hanna Skydan              | Azerbaïdjan | 73,27  | 72,48  | 71,39  | 73,66  | 72,91  | 73,27  | 73,66  | SB    |
| 8                                   | Rosa Andreina Rodriguez   | Venezuela   | 71,02  | 72,98  | x      | 71,22  | 70,85  | x      | 72,98  | SB    |
| 9                                   | Bianca Florentina Ghelber | Roumanie    | x      | 72,24  | 72,36  | NC     | NC     | NC     | 72,36  |       |
| 10                                  | Katrine Koch Jacobsen     | Danemark    | 71,65  | 70,64  | 71,09  | NC     | NC     | NC     | 71,65  |       |
| 11                                  | DeAnna Price              | États-Unis  | x      | 70,18  | 71,00  | NC     | NC     | NC     | 71,00  |       |
| 12                                  | Sara Fantini              | Italie      | 69,20  | 69,58  | x      | NC     | NC     | NC     | 69,58  |       |

### Qualifications
Limite de qualification : 73 m (Q) ou les 12 meilleures performances (q). 
| Rang | Groupe | Athlète                   | Pays             | 1     | 2     | 3     | Marque | Notes |
| ---- | ------ | ------------------------- | ---------------- | ----- | ----- | ----- | ------ | ----- |
| 1    | B      | Krista Tervo              | Finlande         | x     | 74,79 | —     | 74,79  | Q, NR |
| 2    | A      | Camryn Rogers             | Canada           | x     | 76,69 | —     | 74,69  | Q     |
| 3    | B      | DeAnna Price              | États-Unis       | 72,08 | 73,79 | —     | 73,79  | Q     |
| 4    | A      | Annette Nneka Echikunwoke | États-Unis       | 73,52 | —     | —     | 73,52  | Q     |
| 5    | B      | Katrine Koch Jacobsen     | Danemark         | 72,36 | x     | 73,04 | 73,04  | Q     |
| 6    | A      | Hanna Skydan              | Azerbaïdjan      | 69,58 | 69,04 | 72,55 | 72,55  | q     |
| 7    | A      | Zhao Jie                  | Chine            | 70,78 | 72,49 | 72,24 | 72,49  | q     |
| 8    | B      | Sara Fantini              | Italie           | 72,40 | 69,93 | 71,08 | 72,40  | q     |
| 9    | B      | Silja Kosonen             | Finlande         | x     | 68,51 | 72,11 | 72,11  | q     |
| 10   | B      | Rosa Andreina Rodriguez   | Venezuela        | x     | 67,28 | 71,76 | 71,76  | q     |
| 11   | A      | Bianca Florentina Ghelber | Roumanie         | 71,42 | x     | 71,34 | 71,42  | q     |
| 12   | B      | Anita Włodarczyk          | Pologne          | 71,04 | 70,41 | 71,06 | 71,06  | q     |
| 13   | A      | Li Jiangyan               | Chine            | x     | 70,54 | x     | 70,54  |       |
| 14   | A      | Erin Reese                | États-Unis       | 68,74 | 70,23 | x     | 70,23  |       |
| 15   | A      | Stephanie Ratcliffe       | Australie        | x     | x     | 70,07 | 70,07  |       |
| 16   | B      | Nicola Tuthill            | Irlande          | x     | 68,87 | 69,90 | 69,90  |       |
| 17   | B      | Stamatia Scarvelis        | Grèce            | 69,38 | 66,86 | x     | 69,38  |       |
| 18   | A      | Thea Lofman               | Suède            | 64,13 | 68,92 | 69,12 | 69,12  |       |
| 19   | A      | Rose Loga                 | France           | 68,94 | 63,10 | x     | 68,94  |       |
| 20   | A      | Lauren Bruce              | Nouvelle-Zélande | x     | 67,03 | 68,93 | 68,93  |       |
| 21   | A      | Suvi Koskinen             | Finlande         | 66,14 | x     | 67,90 | 67,90  |       |
| 22   | B      | Zalina Marghieva          | Moldavie         | x     | 67,84 | 66,45 | 67,84  |       |
| 23   | A      | Malwina Kopron            | Pologne          | 65,39 | 65,65 | 67,68 | 67,68  |       |
| 24   | B      | Vanessa Sterckendries     | Belgique         | 67,67 | x     | 64,67 | 67,67  |       |
| 25   | A      | Zahra Tatar               | Algérie          | 66,06 | 66,99 | 66,90 | 66,99  |       |
| 26   | B      | Iryna Klymets             | Ukraine          | 66,95 | 66,61 | 65,70 | 66,95  |       |
| 27   | A      | Beatrice Nedberge Llano   | Norvège          | 66,11 | 66,92 | 64,77 | 66,92  |       |
| 27   | B      | Wang Zheng                | Chine            | 66,92 | x     | x     | 66,92  |       |
| 29   | B      | Oyesade Olatoye           | Nigeria          | x     | 64,36 | 66,41 | 66,41  |       |
| 30   | B      | Réka Gyurátz              | Hongrie          | x     | 64,77 | 63,86 | 64,77  |       |
| -    | A      | Mayra Gaviria             | Colombie         | x     | r     | —     | NM     |       |
| -    | B      | Alexandra Tavernier       | France           | x     | x     | x     | NM     |       |

## Légende
Records et Performances
- AR : Record continental (area record)
- CR : Record des championnats (championship record)
- MR : Record du meeting (meet record)
- NR : Record national (national record)
- OR : Record olympique (olympic record)
- PR : Record paralympique (paralympic record)
- PB : Record personnel (personal best)
- SB : Meilleure performance personnelle de la saison (season's best)
- WL : Meilleure performance mondiale de l'année (world leader)
- WJR : Record du monde junior (world junior record)
- WR : Record du monde (world record)

Circonstances et Conditions
- DNF : N'a pas terminé (did not finish)
- DNS : N'a pas pris le départ (did not start)
- DQ : Disqualification (disqualification)
- NM : Aucun essai valable enregistré (No Mark)
- Q : Qualifié « directement » au prochain tour (ou à la prochaine compétition), lors d'une compétition majeure, grâce au classement ou à la réalisation des minima (automatic qualifier)
- q : Qualifié au prochain tour (ou à la prochaine compétition), lors d'une compétition majeure, grâce au repêchage ou à la réalisation de l'une des meilleures performances parmi celles des « non qualifiés directement » (grâce au meilleur temps ou à la meilleure distance par exemple) (secondary qualifier)